# Castilleja pallida
Castilleja pallida là loài thực vật có hoa thuộc họ Cỏ chổi. Loài này được (L.) Kunth mô tả khoa học đầu tiên năm 1823.